# Bella ciao
»Bella ciao« (italijanska izgovorjava: [ˈbɛlla ˈtʃaːo]; »Lepotica, adijo«) je italijanska ljudska protestna pesem iz poznega 19. stoletja, ki so jo prvotno pele delavke »mondine« v znak protesta proti težkim delovnim pogojem na riževih poljih severne Italije.
Predpostavlja se, da je bila pesem prilagojena in prevzeta kot himna italijanskih partizanov, ko so ti nasprotovali nacizmu in fašizmu ter se borili proti okupacijskim silam nacistične Nemčije, ki so bile med leti 1943 in 1945, v času italijanskega odpora in osvoboditve Italije, povezane s fašistično in kolaboracionistično Italijansko socialno republiko.
Po svetu se različice pesmi »Bella ciao« še naprej pojejo kot himna svobodi in uporu.

## Zgodovina
Izvor pesmi ni jasen, čeprav se je po eni predpostavki »Bella ciao« prvotno pela kot »Alla mattina appena alzata« (»Zjutraj, takoj, ko sem se prebudil«), kot himna sezonskih delavcev na riževih poljih, zlasti v italijanski Padski nižini, od poznega 19. stoletja skozi prvo polovico 20. stoletja. Njihovo delo se je sestavljalo iz »mondare« (oziroma »pleveljenja«) riževih polj severne Italije, omogočajoč zdravo rast mladih riževih rastlin. Opravljano je bilo v času poplavljanja njiv, vsako leto od konca aprila do začetka junija, takrat, ko je občutljive riževe poganjke v prvih stopnjah razvoja bilo ključno zaščititi pred temperaturnimi razlikami med dnevnimi in nočnimi časi. Delo je bilo sestavljeno iz dveh korakov: presajanja rastlin in obrezovanja plevela.
»Mondare« je bilo izjemno naporno delo, ki so ga opravljale predvsem ženske, znane kot »mondine« (v ednini: »mondina«), iz najrevnejših družbenih slojev po Italiji. Delovne dneve so preživljali bosih nog, v vodi do kolen in s stalno upognjenimi hrbti. Obupni delovni pogoji, dolgi delovni časi in izredno nizka plača so vodili do stalnega nezadovoljstva in, v zgodnjih letih 20. stoletja, občasno tudi do uporov in nemirov. Prizadevanja proti nadzornim »padronom« (»gospodarjem«, »gospodom« ali »šefom«) so bili še težji, saj je bilo več delavcev, znanih kot »crumiri« (dobesedno »kraste« oziroma »štrajkbreherji«) pripravljeno ogroziti že tako nizke plače, samo da bi dobili delo. Poleg »Bella ciao« so podobne pesmi delavcev vključevale tudi »Sciur padrun da li beli braghi bianchi« (»Gospod šef v čudovitih belih hlačah«) in »Se otto ore vi sembran poche« (»Če se vam osem ur zdi premalo«).
Z leti so se pojavile tudi druge različice pesmi, ki kažejo na to, da je morala biti »Alla mattina appena alzata« sestavljena v drugi polovici 19. stoletja. Najzgodnejši pisni različici je možno slediti do leta 1906 v bližini občine Vercelli v deželi Piemont.

## Melodija
Možen izvor melodije je odkril raziskovalec Fausto Giovannardi, ko je naletel na jidiš melodijo »Koilen«, ki jo je leta 1919 v New Yorku posnel tradicionalni klezmerski harmonikar ukrajinskega porekla Mishka Ziganoff. Po mnenju Roda Hamiltona iz Britanske knjižnice v Londonu je »Koilen«, po drugi strani, ena izmed različic jidiš ljudske pesmi »Dus Zekele Koilen« (»vreča premoga«), ki segajo v zgodnje 20. stoletje.

Pevka Giovanna Daffini je leta 1962 posnela različico pesmi »Alla mattina appena alzata« v četrtmetrski obliki.

## Besedilo

### »Mondine«različica
| Italijansko besedilo | Slovenski prevod |
| --- | --- |
| Alla mattina appena alzata o bella ciao bella ciao bella ciao, ciao, ciao alla mattina appena alzata in risaia mi tocca andar. E fra gli insetti e le zanzare o bella ciao bella ciao bella ciao ciao ciao e fra gli insetti e le zanzare un dur lavoro mi tocca far. Il capo in piedi col suo bastone o bella ciao bella ciao bella ciao ciao ciao il capo in piedi col suo bastone e noi curve a lavorar. O mamma mia o che tormento o bella ciao bella ciao bella ciao ciao ciao o mamma mia o che tormento io t'invoco ogni doman. Ed ogni ora che qui passiamo o bella ciao bella ciao bella ciao ciao ciao ed ogni ora che qui passiamo noi perdiam la gioventù. Ma verrà un giorno che tutte quante o bella ciao bella ciao bella ciao ciao ciao ma verrà un giorno che tutte quante lavoreremo in libertà. | Zjutraj, takoj, ko sem se prebudila O lepotica adijo, lepotica adijo, lepotica adijo, adijo, adijo Zjutraj, takoj, ko sem se prebudila Na neoluščena riževa polja moram iti. In med žuželkami in komarji O lepotica adijo, lepotica adijo, lepotica adijo, adijo, adijo In med žuželkami in komarji je trdo delo, ki ga moram opraviti. Poveljnik stoji s svojim trsom O lepotica adijo, lepotica adijo, lepotica adijo, adijo, adijo Poveljnik stoji s svojim trsom in mi se sklanjamo k delu. O mama moja, kakšna muka, O lepotica adijo, lepotica adijo, lepotica adijo, adijo, adijo O mama moja, kakšna muka, ko po tebi kličem vsako jutro. In vsako uro, ki ga preživimo tukaj O lepotica adijo, lepotica adijo, lepotica adijo, adijo, adijo In vsako uro, ki ga preživimo tukaj izgubljamo mladost. A prišel bo dan, ko bomo vse O lepotica adijo, lepotica adijo, lepotica adijo, adijo, adijo A prišel bo dan, ko bomo vse delele v svobodi. |

### Partizanska različica
| Italijansko besedilo | Slovenski prevod |
| --- | --- |
| Una mattina mi son svegliato, o bella ciao, bella ciao, bella ciao ciao ciao! Una mattina mi son svegliato e ho trovato l'invasor. O partigiano portami via, o bella ciao, bella ciao, bella ciao ciao ciao o partigiano portami via che mi sento di morir. E se io muoio da partigiano, o bella ciao, bella ciao, bella ciao ciao ciao, e se io muoio da partigiano tu mi devi seppellir. Seppellire lassù in montagna, o bella ciao, bella ciao, bella ciao ciao ciao, seppellire lassù in montagna sotto l'ombra di un bel fior. E le genti che passeranno, o bella ciao, bella ciao, bella ciao ciao ciao, e le genti che passeranno mi diranno «che bel fior.» Questo è il fiore del partigiano, o bella ciao, bella ciao, bella ciao ciao ciao, questo è il fiore del partigiano morto per la libertà | Enega jutra, ko sem se prebudil O lepotica adijo, lepotica adijo, lepotica adijo, adijo, adijo Enega jutra, ko sem se prebudil in sem našel vsiljivca. O partizan, odpelji me, O lepotica adijo, lepotica adijo, lepotica adijo, adijo, adijo O partizan, odpelji me, ker tu čutim, da umiram. A če umrem kot partizan O lepotica adijo, lepotica adijo, lepotica adijo, adijo, adijo A če umrem kot partizan moraš me pokopati. Pokopati tam gori v gorah, O lepotica adijo, lepotica adijo, lepotica adijo, adijo, adijo Pokopati tam gori v gorah, v senci lepega cveta. In ljudje, ki bodo šli mimo, O lepotica adijo, lepotica adijo, lepotica adijo, adijo, adijo In ljudje, ki bodo šli mimo, rekli mi bodo »kako lep cvet«. To je cvet partizana, O lepotica adijo, lepotica adijo, lepotica adijo, adijo, adijo To je cvet partizana, ki je umrl za svobodo. |

## Priredbe
Ena izmed najbolj znanih priredb je delo italijanske ljudske pevke Giovanne Daffini, ki je posnela tako delavsko kot partizansko različico. Pojavita se na njenem albumu Amore mio non piangere (»Ljubezen moja, ne jokaj«, 1975). Tudi številni drugi izvajalci so priredili pesem, med njimi Yves Montand (1964), Banda Bassotti (1993), Anita Lane (2001) in Marc Ribot in Tom Waits (2018).